# أليستير ماكليود
أليستير ماكليود (بالإنجليزية: Alistair MacLeod)‏ (20 يوليو 1936 في نورث باتلفورد - 20 أبريل 2014 في وندسور) كاتب، وروائي، وأستاذ جامعي من كندا.

## الجوائز
- ضابط وسام كندا
- جائزة بن/مالامود
- زمالة الجمعية الملكية الكندية

## روابط خارجية
- أليستير ماكليود على موقع IMDb (الإنجليزية)
- أليستير ماكليود على موقع الموسوعة البريطانية (الإنجليزية)
- أليستير ماكليود على موقع قاعدة بيانات الفيلم (الإنجليزية)